# Powiat Rzeszowski
Der Powiat Rzeszowski ist ein Powiat (Kreis) in der polnischen Woiwodschaft Karpatenvorland. Der Powiat hat eine Fläche von 1.218,80 km², auf der etwa 164.000 Einwohner leben. Die Kreisstadt ist Rzeszów, das selbst kreisfrei ist.

## Gemeinden
Der Powiat umfasst 14 Gemeinden, davon eine Stadtgemeinde, fünf Stadt-und-Land-Gemeinden sowie acht Landgemeinden.

### Stadtgemeinde
- Dynów

### Stadt-und-Land-Gemeinden
- Błażowa
- Boguchwała
- Głogów Małopolski
- Sokołów Małopolski
- Tyczyn

### Landgemeinden
- Chmielnik
- Dynów
- Hyżne
- Kamień
- Krasne
- Lubenia
- Świlcza
- Trzebownisko